# Rockford Bay
Rockford Bay – miejscowość spisowa (niemunicypalna) w Stanach Zjednoczonych, w stanie Idaho, w hrabstwie Kootenai.